# Кубина, Теодор
Тео́дор Куби́на (пол. Teodor Kubina, 16 апреля 1880 года, Свентохловице, Австро-Венгрия — 13 февраля 1951 года, Ченстохова, Польша) — католический прелат, первый епископ Ченстоховы с 14 декабря 1925 года по 13 февраля 1951 год.

## Биография
Обучался на теологическом факультете Вроцлавского университета и в Риме, где защитил диссертацию и получил научную степень доктора богословия в Папском Григорианском университете. 27 октября 1906 года Теодор Кубина был рукоположён в священника.
С 1923 года работал редактором в газете «Gość Niedzielny».
14 декабря 1925 года Римский папа Пий XI учредил епархию Ченстоховы и назначил Теодора Кубину её первым епископом. 2 февраля 1926 года состоялось рукоположение Теодора Кубины в епископа, которое совершил архиепископ Кракова Адам Стефан Сапега в сослужении с епископом Кельце Августином Лосинским и епископом Катовице Августом Хлондом.
В июле 1946 года в числе немногих католических польских иерархов открыто осудил кельцкий погром.